# Rameez
Rameez, de son vrai nom Chima Rameez Okpalaugo, né en Angleterre, est un rappeur britannique. Il est connu avec le titre My Party (en) enregistré avec DJane HouseKat et sorti en 2012.

## Biographie
En 2012, il commence sa carrière en travaillant avec le DJ Groove Coverage pour faire une reprise d'une chanson de Ice MC, dont ce titre atteint les charts allemands à la 54e place. En mai 2012, le rappeur sort son premier single My Party avec DJane HouseKat, qui fut un succès en Allemagne et en Autriche.
En 2014, Rameez interprète avec la chanson Girls in Luv du DJ DJane HouseKat.

## Discographie

### Singles
| Année | Titre                               | Classement positions | Album |
| Année | Titre                               | FRA                  | Album |
| ----- | ----------------------------------- | -------------------- | ----- |
| 2014  | Girls in Luv (feat. DJane HouseKat) | 67                   |       |

Featured in
| Année | Titre                                                       | Peak Chart positions | Peak Chart positions | Peak Chart positions | Peak Chart positions | Peak Chart positions | Album                                        |
| Année | Titre                                                       | AUT                  | DEN                  | FRA                  | GER                  | SUI                  | Album                                        |
| ----- | ----------------------------------------------------------- | -------------------- | -------------------- | -------------------- | -------------------- | -------------------- | -------------------------------------------- |
| 2012  | Think About the Way (Groove Coverage feat. Rameez)          | –                    | –                    | –                    | 54                   | –                    | Groove Coverage album Riot on the Dancefloor |
| 2012  | My Party (DJane HouseKat feat. Rameez)                      | 3                    | 25                   | –                    | 4                    | 14                   |                                              |
| 2012  | Out of Control (Bodybangers feat. Linda Teodosiu et Rameez) | –                    | –                    | –                    | –                    | –                    |                                              |
| 2013  | All the Time (DJane HouseKat feat. Rameez)                  | 29                   | –                    | –                    | 52                   | –                    |                                              |